# Куриловцы (Винницкая область)
Кури́ловцы (укр. Курилівці) — село на Украине, находится в Жмеринском районе Винницкой области.
Код КОАТУУ — 0521083403. Население по переписи 2001 года составляет 414 человек. Почтовый индекс — 23114. Телефонный код — 4332.
Занимает площадь 2,031 км².

## Адрес местного совета
23144, Винницкая область, Жмеринский р-н, с. Куриловцы